# Río Ventuari
El río Ventuari  es un caudaloso río de Venezuela del estado Amazonas. Tiene una longitud aproximada de unos 520 km. Es afluente del Orinoco en el cual desemboca en el sitio impropiamente conocido como Delta del Ventuari, que no es un verdadero delta fluvial, sino un afloramiento de pequeños cerros rocosos muy resistentes a la erosión, que han sido rodeados por las aguas de los dos ríos. 
Su mayor afluente es el río Manapiare, de unos 400 km de curso y de un caudal casi tan grande como el del propio río Ventuari. En sus orillas se encuentra la población de San Juan de Manapiare, la capital del extenso municipio Manapiare, el cual ha visto disminuir su población, por la emigración, de 4036 habitantes en 1990 a tan solo 991 en 2001. 
La cuenca del río Ventuari se calcula en unos 40 000 km².
El drenaje del Ventuari y de sus afluentes es típicamente dendrítico (en forma de hoja palminervia), ocupando una peniplanicie (la Penillanura del Manapiare o del Ventuari) que está rodeada por mesetas muy elevadas (más de 2000 m s. n. m.). Como consecuencia de este hecho, el Ventuari es muy caudaloso (más de 3000 m³/s), debido principalmente al efecto orográfico de dichas mesetas.

## La minería del oro
En el Ventuari, lo mismo que sucede en todas las cuencas de los ríos guayaneses de Venezuela, la explotación irracional del oro aluvional ha destrozado grandes áreas de selva, convirtiéndolas en terrenos estériles cuya recuperación tardará demasiado tiempo y que con el paso de los años será más difícil de llevar a cabo. Una imagen de satélite pone de relieve el ecocidio resultante de la explotación aurífera en esta región.

## Biografía
- HITCHCOCK, Charles B. La región Orinoco Ventuari. Relato de la Expedición Phelps al Cerro Yaví. Caracas: Ministerio de Educación Nacional, Imprenta El Compás, 1984 (traducción de una edición anterior en inglés: The Orinoco - Ventuari Region. American Geographical Society, 1947)
- VILA, Pablo. Geografía de Venezuela. T. I: El territorio nacional y el ambiente físico. Caracas, Ministerio de Educación, 1960.
- VINCI, Alfonso. Samatari. (En el Ventuari). Bari, Italia: 1956.